# Berettyófarnos
Berettyófarnos település Romániában, Bihar megyében.

## Fekvése
Bihar megyében, Nagyváradtól északra, az érmelléki síkságon, a Berettyó bal partján, Berettyócsohaj nyugati szomszédjában fekvő település.

## Története
Berettyófarnos a Nagyvárad-előhegyi prépostság ősi birtoka volt.
Nevét az oklevelek már 1332-1336között említették Fornus néven.
1475-ben Farnas, 1692-ben és 1808-ban Farnos alakban írták a nevét. Farnast a pápai tizedjegyzék is említette. Papja 1332-1336 között évenként 8 garas pápai tizedet fizetett.
Az 1692. évi bihari összeírásban a régen elnéptelenedett puszták között szerepel. Még az 1715. és az 1720. évi országos összeírásban sem említik. Borovszky Samu a 20. század első éveiben így írt a községről: "Farnos, az érmelléki síkságon, a Berettyó mellett fekvő kisközség, görögkatolikus vallású, oláh lakosokkal. Házainak száma 64, lakosaié 314. Postája Szent-Jobb, távírója Bihar-Diószeg, legközelebbivasúti állomása Nyüved, vagy Bihar."
Berettyófarnos a trianoni békeszerződés előtt Bihar vármegye Szalárdi járásához tartozott.